# Camile Wray
Camile Wray è un personaggio immaginario della serie televisiva Stargate Universe, interpretata da Ming-Na.

## Biografia
Camile era la rappresentante dell'IOA presso la base Icarus. Quando la base fu attaccata, nel tentativo di tornare sulla Terra, finì con altri membri della base sulla Destiny.
Da sempre, Camile era in contrasto con l'autorità del colonnello Everett Young, comandante designato della spedizione. Cercando di portare il comando ad una autorità civile, Camile cerca sempre di opporsi alla volontà di Young e di portare altri membri civili della spedizione alla sua causa contro i militari o di togliere il comando a Young stesso. Camile arrivò a creare un movimento ribelle di civili che intrappolarono i militari in una parte della nave, prendendo il comando di quest'ultima. Dopo un tentativo alieno di conquistare la nave, le due fazioni, civili e militari, decisero che per salvarsi bisognava che lavorassero assieme, rimettendo così il comando nelle mani di Young.
Durante l'invasione della nave da parte dell'Alleanza Lucian, Camile cominciò un negoziato con il comandante Kiva che portò ad uno scambio di prigionieri, senza il consenso di Young. Dopo l'attacco interrogò Ginn, assieme al colonnello David Telford, inviando poi le informazioni al Comando Stargate.
Quando Camile e Ronald Greer vengono scelti per scambiarsi con due senatori in visita alla nave, l'Alleanza Lucian attacca il Comando Stargate, sulla Terra, e i due rimangono intrappolati sotto le macerie della base. Rendendosi conto di non essere in grado di disarmare la bomba e di non potersi salvare, i due cominciano a parlarsi amichevolmente, perdonandosi di non essersi mai sopportati.